# Jahresbericht der Deutschen Mathematiker-Vereinigung
Le Jahresbericht der Deutschen Mathematiker-Vereinigung, littéralement « le rapport annuel de l'Association allemande des mathématiciens » est un journal réalisé par la Deutsche Mathematiker-Vereinigung qui se veut être une vitrine pour les mathématiques.

## Objectifs
L'objectif est de fournir au plus grand nombre possible de lecteurs, dans des articles de synthèse et des rapports de recherche, des informations compréhensibles et intéressantes sur les développements actuels et importants dans le domaine des mathématiques.
Les articles historiques ont pour but de rendre hommage aux personnalités remarquables dans le domaine des mathématiques, ainsi que de révéler des références historiques peu connues ou de servir à examiner des développements dignes d'intérêt historique.
Une section spéciale contient des comptes-rendus d'une sélection de monographies récemment publiées.

## Description et accès
Le Jahresbericht a été publié pour la première fois en 1890.  Le Jahresbericht paraît sur la base d'un volume annuel composé de 4 numéros trimestriels. Le rédacteur en chef est, en 2020, Guido Schneider (université de Stuttgart)
Les 80 volumes les plus anciens sont disponibles sur le Göttinger Digitalisierungszentrum. À partir du volume 81 et jusqu'au volume 104 (année 2002), l'accès est libre sur université de Bielefeld. Pour les volumes ultérieurs, une archive contenant les articles en libre accès est maintenue sur le site d'archivage de la DMV.
Les articles sont référencés et les résumés publiés dans les bases de données usuelles de Springer.

## Article lié
- Liste des journaux scientifiques en mathématiques
- Deutsche Mathematiker-Vereinigung